# Paramigas manakambus
Espèce
Paramigas manakambus est une espèce d'araignées mygalomorphes de la famille des Migidae.

## Distribution
Cette espèce est endémique de Madagascar.

## Description
Le mâle holotype mesure 7,9 mm.

## Publication originale
- Griswold & Ledford, 2001 : A monograph of the migid trap door spiders of Madagascar and review of the world genera (Araneae, Mygalomorphae, Migidae). Occasional Papers California Academy of Sciences, vol. 151, no 1, p. 1-120 (texte intégral).